# L'onda dell'incrociatore
L'onda dell'incrociatore è un romanzo di Pier Antonio Quarantotti Gambini, vincitore del premio Bagutta 1948.
Il titolo del libro fu suggerito all'autore dall'amico poeta triestino Umberto Saba, in una lettera del 12 settembre 1945, nella quale soggiunse: «guarda come apre e chiude bene la strana giornata nella quale si svolgono tanti fatti curiosi, nella realtà e nel ricordo».

## Trama
Sollevando onde altissime, tre grandi incrociatori entrano nel porto di Trieste, al mattino di un giorno di festa nazionale: sbarcano i reduci vittoriosi nella campagna d'Africa, e ne riescono alla sera. La città è in festa, addobbata di tricolori alle finestre; squilli di fanfare aprono la giornata.
Ario, il protagonista, e il suo amico Berto sono nati e cresciuti nel mandracchio, e vivono quell'età dell'incertezza che è l'adolescenza. Lidia, sorellastra di Berto, è oggetto delle pulsioni erotiche di Ario e si presta smaliziatamente a mostrarsi nuda, e non solo, purché sia presente anche il fratellastro. 
Il ricordo procede a scatti, avvitandosi con sbalzi temporali, in un crescendo drammatico e pure onirico. I rapporti torbidi, che legano tra loro i protagonisti e pure i personaggi marginali, alludono con incosciente ingenuità al sadismo, alle violenze materiali e morali, fissati nella luce estiva e cangiante del mare.
Assente ogni pietà amorosa, filiale o fraterna, vivono nel racconto - nel pensiero di Ario - solo i sentimenti di amicizia, sottomissione, e di ammirazione per le prodezze agonistiche. Lidia, fattasi donna, ha scelto come amante Eneo, giovane e statuario canottiere: si incontrano clandestinamente sulla maona, andando incontro alla gelosia dei due amici d'infanzia, ora respinti. La storia si chiude con un episodio scioccante atto a simboleggiare il deflagrare di tutte le tensioni accumulate fin allora tra i personaggi: un ignaro alpino muore nel mare di Trieste, vittima dello scherzo architettato da Ario e Berto per farla pagare a Lidia che si è concessa a Eneo.

## Commento
Ciò che colpisce in questa avvincente rete di rapporti, forse reali, è il nitore dello stile del racconto, ricco di termini tanto precisi quanto misteriosamente favolosi, come mandracchio (angolo riparato di un porto), maona (grossa imbarcazione da carico), caìcio (barca molto piccola a due remi, particolarmente in uso nella laguna veneziana), skiff (piccole imbarcazioni a remi) che assorbono l'attenzione del lettore e, allontanandolo da ogni eccessivo realismo, permette di seguire con commozione lo sviluppo del richiamo amoroso nell'età di passaggio tra l'adolescenza e l'età adulta, tema preferito del Quarantotti Gambini

## Personaggi
Ario, Lidia e Berto, fratello (fratellastro) di Lidia, sono ragazzi legati tra loro da amicizia morbosa, tra cui si inserisce Eneo, atletico e rozzo sportivo, sognatore di facili successi e guadagni, aspirante campione alle Olimpiadi di canottaggio. Non è esente dalla trama morbosa di rapporti la madre di Ario e il patrigno di Lidia. Quello che occupa le loro giornate, a volte piene di occupazioni marinare, è un gioco sadico di attrazioni, ripulse, rapporti fisici, ma soprattutto un continuo spiare e tradire reciproco. La vittima di questi "passatempi", Ario, finirà per rimanerne travolto.

## Citazioni
- Pag. 128, Ed. Einaudi 1986: «Partire, non tornare mai più... Pensava al mare e a suo padre, ma non con l'impeto avventuroso e felice di un tempo. C'era adesso nel suo sogno di partire qualcosa di profondo e di amaro...».
- Pag. 226, ibidem: «Le cose che avrebbe voluto fuggire - il pontone, e le angosce dell'infanzia e di quell'estate - lo avrebbero seguito dovunque».

## Trasposizione cinematografica
Nel 1960 Claude Autant-Lara trasse un film tratto assai liberamente dal romanzo, titolato Les Régates de San Francisco, poi ripudiato dal regista francese. La sceneggiatura fu affidata a Jean Aurenche e Pierre Bost, i quali modificarono la conclusione della storia facendo morire assassinato Ario. Il set fu ambientato sulla baia di Villefranche; per la parte della madre di Ario fu scelta l'attrice Suzy Delair e la colonna sonora fu una lunga cantilena di Dalida. In Italia il film uscì col titolo Il risveglio dell'istinto, attribuito a Roger Debelmas. La pellicola fu massacrata dalla critica e lo stesso Quarantotti Gambini scrisse: «il film tratto da L'onda dell'incrociatore è veramente un disastro».

## Edizioni
- L'onda dell'incrociatore, Collana I Coralli n.8, Torino, Giulio Einaudi Editore, I ed. 1947,  p. 243.
- L'onda dell'incrociatore, Collana Gli Oscar settimanali n.69, Milano, Mondadori, 1966.
- L'onda dell'incrociatore, Collana Nuovi Coralli n.158, Torino, Einaudi, 1976,  p. 229, ISBN 88-04-41468-5.
- L'onda dell'incrociatore, nota di Tullio Kezich, Collana La memoria n.436, Palermo, Sellerio, 2000, ISBN 978-88-389-1583-3.
- L'onda dell'incrociatore, prefazione e cura di Elvio Guagnini, La Biblioteca del Piccolo n.5, Trieste, Gruppo Espresso, 2006.
- L'onda dell'incrociatore, Collana Oscar Moderni n.334, Milano, Mondadori, 2019, ISBN 978-88-047-1252-7.